# Guðrun Sólja Jacobsen

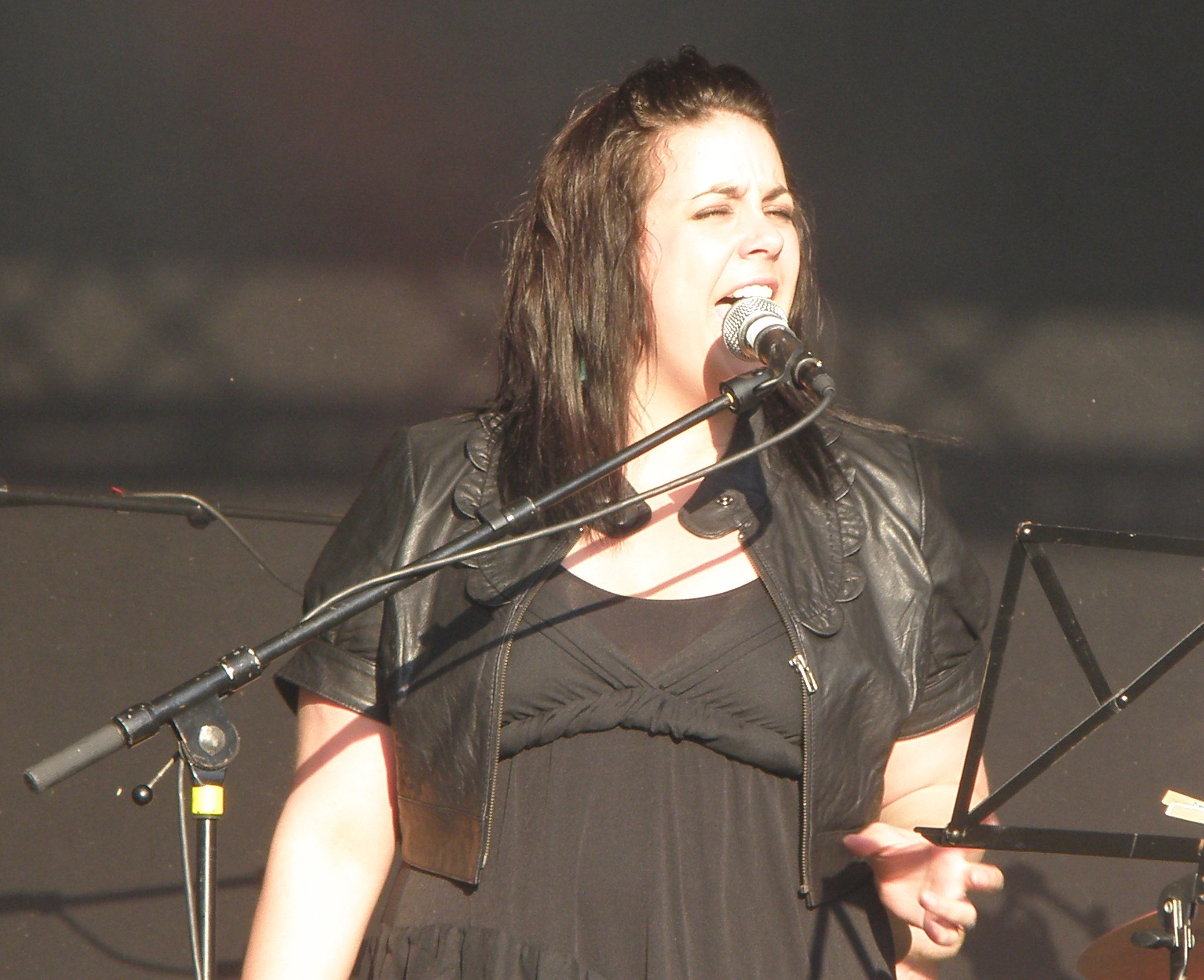
Guðrun Sólja Jacobsen (2009)

Guðrun Sólja Jacobsen (* 11. Juli 1982 in Tórshavn, aufgewachsen in Tvøroyri, meist nur Guðrun oder in Dänemark Gudrun) ist eine erfolgreiche färöische Sängerin (Stimmlage Alt), die heute in Dänemark lebt und arbeitet. Am 4. April 2003 wurde sie Siegerin des wichtigen dänischen TV-Talentwettbewerbs Stjerne for en aften („Star für einen Abend“).

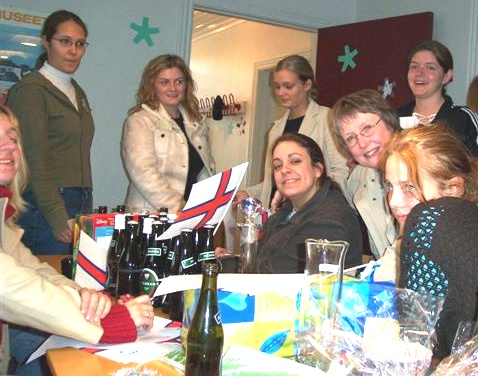
Guðrun zusammen mit Klassenkameradinnen und einer Lehrerin auf der Feier 2003 an ihrer Schule in Vágur, kurz nachdem sie den dänischen TV-Contest Stjerne for en aften gewann (Mitte, sitzend rechts neben der Flagge).

## Biographie
Guðrun [ˈguːɹʊn] ist die Tochter von Gitte und Ási Jacobsen aus Tvøroyri auf Suðuroy. Ihr zweiter Name Sólja ist der färöische Name für die Nationalblume, die Sumpfdotterblume (Caltha palustris) – ein häufiger Name für färöische Mädchen. Ihr älterer Bruder heißt Eyðun Ásason und ist ebenfalls musikalisch, wenn auch bisher nur als Amateur in Erscheinung getreten.
Ihre musikalische Taufe schildert sie selber als das Erlebnis von Alanis Morissettes Lied Ironic 1995. Es gibt für sie ein Leben davor und eines danach. Bis dahin hatte sie bereits sechs Jahre Klavierunterricht. Guðrun trat häufiger auf Schulveranstaltungen wie Abschlussfeiern auf, sie sang auch in einem örtlichen Gospelchor, dem Suðuroyar Gospel Choir.
Entdeckt wurde sie 2002 von einem aufmerksamen dänischen Zuhörer auf einem Schulball in Hvalba. Er schlug ihr vor, sich für die Sendung Stjerne for en aften („Star für einen Abend“) zu bewerben. Guðrun kannte die Sendung überhaupt nicht. Sie erzählte dieses überraschende Ansinnen in der Schule, und auf Druck ihrer Lehrer und Mitschüler am Gymnasium von Suðuroy musste sie sich für diesen Songwettbewerb im fernen Dänemark bewerben. Für sie völlig überraschend, wurde sie dann im Sommer zum Casting nach Kopenhagen gebeten. Sie schreibt hierzu:
Ich habe mich gemeldet, um zu schauen, wie ich im Vergleich mit anderen Sängern stehe. Ich liebte (und liebe) es zu singen und musste rausfinden, ob ich irgendwie in der Musikbranche gebraucht werde!
An einem frühen Augustmorgen traf ich dann zusammen mit vielen anderen gespannten Menschen im Park Café ein! Ich war nervös, neugierig und kurz davor, mir in die Hosen zu machen, als ich vor der Jury stehen und singen sollte. Es zeigte sich, dass es denn mein ganzes kommendes Leben bedeuten sollte! Kurz nachdem ich gesungen habe, bekam ich Bescheid, dass ich mit im Programm bin! Ich verbreitete die Nachricht schnell im gesamten Familien- und Freundeskreis! Ich war überglücklich …
Sie trug im Casting zwei Lieder von Céline Dion vor: I Surrender und Nature Boy aus dem Album A New Day Has Come. Danach kam sie in die engere Auswahl und wurde gebeten, wahlweise Lieder auf Englisch, Deutsch, Französisch und Färöisch vorzutragen, um zu beweisen, was sie kann. Ein halbes Jahr sollte sie auf den Färöern warten und sich die ersten vier Sendungen im Fernsehen anschauen, bis dann der eigentliche TV-Wettbewerb für sie in der 5. Sendung 2003 losging:
Nachdem wir alle gesungen hatten, standen wir also da und warteten auf unsere Positionen! Ich durchfühlte alle möglichen Gefühle, die man nicht beschreiben kann! Das war einer meiner größten Momente überhaupt! Ich sollte weiter ins Halbfinale… ICH sollte weiter. Ich war gut genug!!???!!
Zunächst folgte dann eine Tournee mit drei anderen Kandidaten durch Dänemark. Im Halbfinale war sie dann wieder unter den drei Besten und konnte sich so für das Finale am 4. April qualifizieren an dem sechs weitere Künstler teilnehmen sollten. Es passierte das für sie völlig Unerwartete:
Ich dachte selbst, dass sie alle den ersten Platz verdient hätten! Aber jetzt wurde mein Name als Nummer Eins genannt!!! Ich habe Stjerne for en aften gewonnen! Das Volk hat für mich gestimmt… für mich! Ich, die ich von dem kleinen Land herkomme. Ich war so glücklich…
Diese Auszeichnung fiel direkt zusammen mit Guðruns Schulabschluss, und sie wusste bis dahin noch nicht, was sie studieren soll. Der Empfang auf den Färöern war triumphal. Tausende erwarteten sie am Flughafen Vágar und in der Landeshauptstadt Tórshavn. Am 11. August 2003 erschien dann ihr Debüt-Album Quiet Storm, das ihr in Dänemark inzwischen zwei Goldene Schallplatten eingebracht hat. Alle Titel auf dem Album sind auf Englisch. Es gibt an dieser CD auch Kritik, da viele meinen, die Songs wären ihr nicht würdig zugeschnitten. Das neue Album Wake Up, das im Januar 2005 erschien, könnte eventuell einen neuen Standard in ihrem Werk setzen. Auch der Forderung ihrer Fans nach einem Lied in ihrer Muttersprache kommt sie hier nach.

## Diskografie
- 11. August 2003: Quiet Storm
- 31. Januar 2005: Wake Up (enthält u. a. am Ende ein Stück in färöischer Sprache und am Anfang Imagine von John Lennon)